# 蝦夷管領
蝦夷管領（えぞかんれい）は、鎌倉時代に蝦夷関連の諸職を統括したと推定されている役職である。なお蝦夷管領の語は南北朝時代以降に見える名称であり、鎌倉時代には蝦夷沙汰職（えぞさたしき）、蝦夷代官（えぞだいかん）と呼ばれた。
鎌倉幕府草創期より蝦夷地は重犯罪人の流刑地になっており、蝦夷管領は流人達の送致、監視が主な役目といわれている。また、蝦夷との交易にも関与していたと推定されている。
建保5年（1217年）、時の執権・北条義時が陸奥守となったころ、安藤堯秀を蝦夷管領に任命したのがはじまりといわれているが、安藤氏の系図には異伝が多く詳しいことは分かっていない。
この職は安藤氏の世職で、政務を行う役所・営所は津軽の十三湊にあったという。しかし、諸史料によると安藤氏は北条得宗家の代官として配置されたとなっているため、実際には得宗家のための役職であって、北条家の委託を受けた安藤氏が交易船からの収益を徴税し、それを北条得宗家に上納していたと推定されている。
鎌倉幕府滅亡後、安藤氏は安東氏と姓の表記を変え、「東海将軍」「日の本将軍」を名乗り蝦夷管領家の権威権限を実際に行使するかたちで蝦夷地を統治していたことが分かっているが、この安東氏とはまた別に安藤氏の子孫を名乗る家系もあり、その詳細は今後の研究に委ねられている。